# سیارک ۴۷۸۸
سیارک ۴۷۸۸ (به انگلیسی: 4788 Simpson، نامگذاری:1986TL1) چهار هزار و هفتصد و هشتاد و هشتمین سیارک کشف شده‌است که در ۴ اکتبر ۱۹۸۶ کشف شد.
قدر مطلق سیارک برابر ۱۴٫۰۰ است.